# Daniel Jérent
Daniel Jérent (Saint-Claude, 4 giugno 1991) è uno schermidore francese, specializzato nella spada. Attualmente in forza al club di Levallois. Vanta un titolo olimpico, tre titoli mondiali e due titoli europei a squadre nella spada.

## Palmarès
- Giochi olimpici

Rio de Janeiro 2016: oro nella spada a squadre.
- Mondiali

Budapest 2013: bronzo nella spada a squadre.
Kazan' 2014: oro nella spada a squadre.
Lipsia 2017: oro nella spada a squadre.
Budapest 2019: oro nella spada a squadre.
- Europei

Zagabria 2013: argento nella spada individuale.
Montreux 2015: oro nella spada a squadre.
Toruń 2016: oro nella spada a squadre.
- Giochi europei

Baku 2015: oro nella spada a squadre e bronzo nella spada individuale.